# Паулиненауэ
Паулиненауэ (нем. Paulinenaue) — община в Германии, в земле Бранденбург.
Входит в состав района Хафельланд. Подчиняется управлению Фризак.  Население составляет 1209 человек (на 31 декабря 2010 года). Занимает площадь 31,60 км².
Коммуна подразделяется на 2 сельских округа.

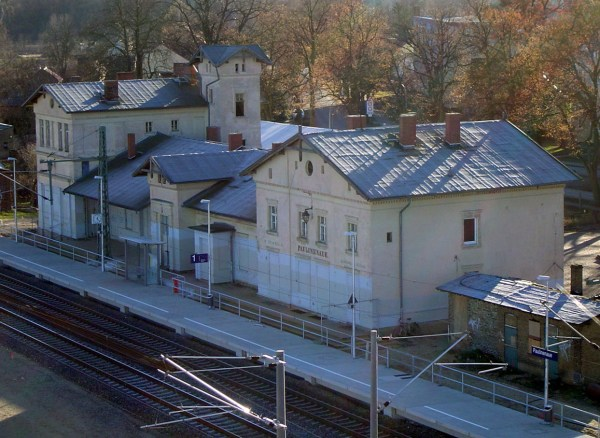
Паулиненауэ

| Год  | Население |
| ---- | --------- |
| 2005 | 1331      |
| 2010 | 1242      |